# Szamosardó
Szamosardó (románul Arduzel) település Romániában, Máramaros megyében.

## Fekvése
Közepes nagyságú falu a szilágysági dombok peremén, a Szamos bal partján terül el. Közigazgatásilag 1968-tól Máramaros megyéhez tartozik, melynek délnyugati részén, 50 km-re található Nagybányától, a megyeszékhelytől.
A Nagybányai-medence déli részét szegélyező dombvidékről derült időben jól látszanak a nagybányai gyárkémények és a várost övező Gutin-hegység. Itt már végképp összeszűkül az alacsony fekvésű medence, hogy átadja helyét a dombvidéknek.
Mint tájegységhez, vidékhez, a Szilágysághoz tartozik. Néprajzi szempontból a Szilágysági magyar népművészet c. kiadvány a Szilágysághoz sorolja. Márton Gyula, aki a Szilágysági tájnyelvi atlaszhoz gyűjtött anyagot, itt is végzett felmérést.
Helyét leginkább a Szilágyság, a Bükk, a Kővár vidékének találkozása határozza meg.
Sülelmed községhez tartozik, rajta kívül még hét település sorolja magát ehhez a községhez: Sülelmed, a községközpont, Szamosújlak, Vicsa, Monó, Tóhát, Szamoscikó és a Szamos jobb partján Kelence.
A Nagybánya–Zilah megyei úton Sülelmed után délnyugat felé letérünk, és 3 km után beérünk Szamosardó központjába. Központi része a Vicsai- és Monyaja-patak találkozásánál van. A község települései közül nyugaton Vicsa, északon Monó, északkeleten Sülelmed, délkeleten Szamoscikó határolja, déli részén a Szilágy és Máramaros megyét elválasztó megyehatár, valamint Bősháza és Benedekfalva található.

## Nevének eredete
Szamos előtagja a Szamos folyó közelségére utal. Neve az erdővel hozható kapcsolatba. Petri Mór a Szilágy vármegye monográfiájában erdőóvó → erdő → Ardó formában származtatja. „A sylva Zylah ősei valának első lakosai. Hajdan Nagy- és Kis-Ardó, ma már csak Szamosardó.” Ezzel összhangban Györffy György szerint az Ardó nevű falvak Árpád-kori erdőóvó szolgálónép falvait jelentik.
Nevének alakulása: 1405 – Ardó, Kysordó, 1409 – Ardó, 1470 – Kysordó, 1733 – Arduzelul, 1750 – Szilágy Ardó, 1850 – Arduzel, 1854 – Ardó, Ardusel, 1913 – Szamosardó.

## Történelmi és földrajzi áttekintés
Felszínét a szilágysági „hepe-hupa” dombos vidéke alkotja, kivéve a Mocsár és Tófű határrészeket, amelyek a Szamos árterületéhez tartoznak.
Hepehupáit részben a Nagypatak és az őt befogadó Szamos folyó faragta az idők folyamán az itt található üledékes kőzetekből.
Földtanilag a Keleti- és Nyugati-Kárpátokat összekötő transzkárpáti járom része.
A falun áthaladó Vicsai-patakkal egyirányú vető (törésvonal) jelenlétét bizonyítja az a meredek domboldal, amely déli fekvésű és északról magas falként emelkedik a falu fölé, ez az úgynevezett Hegy.
Legmagasabb pontja a Szilágy megye határánál húzódó Monyófű (310 méter), ahonnan a Nagyág-patak árteréig lépcsőzetesen lejt a dombok íve, néhol jól kirajzolódnak a régi teraszok maradványai.
Mérsékelt éghajlata szárazföldi, évi 9-10 fokos átlaghőmérséklettel, 800 mm évi csapadékmennyiséggel. Északi fekvése miatt az évi átlaghőmérséklet kisebb az országosénál, csapadékból pedig az enyhe óceáni hatás miatt több jut az országos átlagnál. Télen a hőmérséklet –15°C alá is süllyed, az augusztus általában a legaszályosabb hónap.
Legfontosabb vize a Szamosba ömlő Nagypatak, amely összegyűjti a Nagyág-, Monyaja-, Vicsai-patakok vizét. Talaját barna agyagos talajok alkotják, kivéve a Szamos árterületét. Természetes növényzetét a valaha nagy kiterjedésű lombhullató erdőségek maradványai képezik, ezek a Szakadály- és a monói erdő. Itt megtaláljuk a tölgyet, akácot, gyertyánt, ritkább a vadcseresznye és a hárs. Menedéket talál itt a szelíd őz és a ravasz róka, valamint a vaddisznó – farkast, szarvast rég nem láttak errefelé.
A település keletkezési idejét a fennmaradt oklevelekből, történelmi forrásokból nem lehet pontosan megállapítani. A legkorábbi írásos emlékek peres ügyekben keletkezett oklevelek.
A régi falu a református templom háta mögött, a templomtól nyugatra feküdt.
Ardó Közép-Szolnok vármegyéhez tartozott. A XV. és XVI. században mint birtok vagy részbirtok gyakran cserélt gazdát: Drágffyak, Jakcsik, bátori (ecsedi) Báthori György, Gyulafi Laszló a tulajdonosa. Az említett birtokosok emlékei között Szamosardón még ma is megtalálható a református templom déli támfalán a Drágffy-címer.
Egy 1566-os feljegyzés szerint előzőleg a törökök nagy pusztítást végeztek, a férfiak részben meghaltak, részben török fogságba estek.
A falu történetében jelentős az 1682-es esztendő, amikor német darabontok felégették, lakosságát lemészárolták. Az 1928-as templomfelújítás során a templom külső részén 1 m széles gödröt tártak fel csontokkal tele, a legyilkoltak voltak ide rendezetlenül eltemetve, akik a templomból menekülhettek, amely ideiglenes védelmet nyújtott.
A XVII. század végén és a XVIII. század elején a lakosság szinte teljesen kicserélődött. A „császári rend” beálltával a lakosság szétzüllött, csökkent az adókötelesek száma, a mezőgazdaság szegényes és kezdetleges volt.
A falu XIX. századi története nem bővelkedik említésre méltó eseményekben. Nincsenek adatok az 1848–49-es forradalom és szabadságharcban való részvételről.
A XX. század első felében a falu legfőbb birtokosa a Fodor család, mely három generációt élt meg Szamosardón: Fodor István, fia, Elek, majd Elek lánya, Blanka örökölte a birtokot, a falu közepén épült kastélyt és annak gyönyörű parkját. E kastély megmaradt részében van ma az iskola bentlakása.
A XX. század két nagy világégése a falu lakóinak életébe is durván beleszólt.
Az 1918-as egyesülést követő román földreform után költözött a faluba Savovici Alexandru „kapitány” került (felesége Récsey Irma), aki felvásárolt a Fodor családtól mintegy 30 hektárnyi területet a keleti faluvégen, s annak közepén kastélyt épített. A terület felvásárlása után kis idő múlva egy részét eladta és egy 8 hektár területet tartott meg magának amin a kastély is áll. A 2000-es évek elején a „kapitány” leszármazottaitól ezt a birtokot végül Foris Zoltán vásárolta meg.
Túl az emberáldozatokon, az 1921-es, majd az 1945-ös földreform során a nagybirtokok egy részét szétosztották a nincsteleneknek vagy a kevés földdel rendelkező földműveseknek, de az ardóiak csak egy részét kapták a kiosztott földeknek. Az első világháború hadszíntereit 31 ardói járta meg, hárman sosem tértek vissza. A második világháború során 67 embert mozgósítottak, akik közül 11-en vesztették életüket. Több mint fele a szovjet fogság éveit is végigkínlódta.
A falu az 1944-es fordulat után végigszenvedte a kommunista diktatúra összes következményeit. Ez bővelkedett megfélemlítésekben, verésekben, börtönbüntetésben, zaklatásokban. A diktatúra bukását 1989. december 22-én este a fiatalok éneke és tánca köszöntötte.
A falu legújabbkori történelme bizakodással tölti el a lakosságot. Az ardóiak büszkék elért eredményeikre, lassan jelentkeznek a kibontakozás jelei.

## Nevezetességek

### Református temploma
Az ardói egyházra vonatkozó első adatot 1513-ból ismerjük. Az akkor írott közjegyzői oklevélben megemlítik, hogy a templom Mindenszentek oltárának János pap, a Szent Mihály oltárának pedig István pap volt az igazgatója (a jelenlegi templomot említi). Figyelembe véve az egyik oszlopon lévő, kőbe vésett Dragffy-címert, és tudva azt, hogy 1495-ben Jakcsi Ferencz a leleszi konvent előtt Ardót is átadta Drágffy Bertalan erdélyi vajdának, méltán tekinthetjük Drágffy Jánost, Kraszna vármegye főispánját építtetőnek, és 1506-ot a templom építési idejének.
A templom további történetére nézve nem bővelkedünk adatokban. 1726 az első pontosan ismert évszám, amikor már a jelenlegi templomon javítási munkálatok folytak. A feljegyzések szerint ekkor készült a szentélyben a karzat, valamint a férfiak padjai, melyeket az adományok összege szerint foglaltak le a családok. Ez az ülésrend még a mai napig is érvényben van.
Petri Mór idézi azt az 1815-ből való feljegyzést, miszerint az épület állapota 1772 tájára ismét megromlott. Nagy Mihály és Nagy György gondnokok jórészt saját költségükön befedették, falait és mennyezetét is rendbehozatták. Ekkor készült a templom jelenlegi fedélszerkezete. Szakvélemények szerint egyedi Európában. 1928-ban a templom padozása közben a szentélyben kriptákat találtak.
1958-ban a templomhoz egy tornyot építettek, figyelmen kívül hagyva annak műemlék jellegét. A harangok korábban abban a szentély mögött álló fa haranglábban voltak elhelyezve, melynek építési idejét Debreczeni László 1726-ra teszi. Az 1963-as javítás alkalmával a templomot, 1973-ban pedig a haranglábat zsindelyezték újra. 1983-ban általános belső felújításra került sor, amikor nem csupán a padokat cserélték újakra, hanem megnagyobbították a leányok karzatát, valamint az ősi kő-szószék helyett fából készítettek szószéket, a régivel szemközti oldalra. A templombelsőt a 80-as évek divatja szerint gyönyörű lambériával borították, a padlózatot teljesen lebetonozták, a templomteret pedig „velencei”-nek nevezett, csiszolt mozaikburkolattal látták el. Ekkor épült a két portikusz a nyugati, illetve a déli bejárat elé.
1996-ban külső javításra került sor. 2006-ra a teljesen leszigetelt templompadlózat miatt a nedvesség a falakban jelentkezett. A lambériának egy része tönkrement. Ekkor megoldották a padlózat szellőztetését: törni, zúzni, leásni, lambériát bevágni, megfúrni kellett. A templomfalak szellőztetése biztosítva van, a 300 éves ablakokat is restaurálták.
Ugyancsak 2006-ban a templomot tölgyfazsindellyel újrafedték. Emlékművet állítottak a templom kapujához azok számára, akik a két világháborúban életüket vesztették. Kőtárat hoztak létre, ahova régi sírköveket állítottak ki. 2006. szeptember 10-én az 500 éves évforduló alkalmából templomszentelés volt.
A templom egy kisebb magaslaton áll, fenyőfákkal körülvéve, szentélyzáródásához pedig szinte hozzásimul az egykori harangláb faépítménye. A hajóból, a szentélyből és az újabb keletű toronyból álló épület hossztengelye a középkori gyakorlat szerint a kelet–nyugati irányt követi, a nyolcszög három oldalával záródó szentély kelet felé néz. A falakat kívülről kétlépcsős támpillérek erősítik minden oldalról. Kivételt képez a hajó északkeleti sarka, ahol a sarokpillért a torony építésekor elbontották, és egy, az északi hajófalra merőleges, zömökebb támasztékkal helyettesítették.
A torony a szentély északi oldalához épült, ennek helyén eredetileg a sekrestye állt, amelyet bizonyára akkor bontottak el, amikor a falu lakossága református hitre tért. A torony csúcsíves ablakaival próbál meg valamennyire közelíteni a gótikus formákhoz. Mára már ritkaság számba megy, hogy a templom megőrizte XVIII. századi zsindelybontású, magas tartógyámos sátorfedelét.
A templombelső azt is mutatja, hogy az építés idejét a XVI. század elejére kell tennünk, amikor a késő gótikus formák már reneszánsz jegyekkel keverednek. Így azt látjuk, hogy a hajót a szentélytől elválasztó diadalív nem csúcsíves záródású, hanem félköríves.
A hajó északi és déli oldalán karzat fut körbe, mely a padokkal együtt készült 1983-ban. A szentélyzáródásban található a kisebb orgonakarzat. A szószék a diadalív déli szárához simul, ez is a megújított bútorzat része. Az egész templomteret egyszerű deszkamennyezet fedi.

### A szamosardói iskola
A szamosardói alapoktatás kezdete a XVIII. századra tehető. Az egyházi jegyzőkönyvek tanúsága szerint az oktatás felekezete evangélikus reformata volt, ami a XIX. század idején is fennmaradt. Az iskola az egyház részéről folyamatos támogatást és odafigyelést élvezett egész 1890-ig, ettől kezdve azonban évenként megemlítik a gyenge tanszerellátást és a súlyosbodó anyagi helyzetet.
1852-ből származik az első osztálynévsor, mindössze 14 tanulót számlál. A következő ellenőrző iskolai jegyzőkönyv, amit ismerünk, az 1886/87-es tanévből származik. Ekkor a tankötelesek száma 55.
1889-ben egy panaszlevélben Pócsik János akkori lelkész szerint az egyháztagok tehetetlen szegénysége miatt segély nélküli önerőből képtelenek a törvényes követelményeknek megfelelően kiépíteni a rossz állapotban lévő iskolatermet. Úgyszintén a testgyakorló tér is berendezésre várt. Ebben az évben a feljáró tanulók száma 44.
Az iskola általános karbantartása, anyagi nehézségei, és nem utolsósorban az állami oktatás bővülése arra indította az egyházközség presbitériumát, hogy átadja az iskolát az állami vezetőségnek.
Az erdélyi evangélikus reformata egyházkerület igazgatótanácsa 1901. március 21-én tartott ülésén jóváhagyta a kérést, s az egyház átadta az iskolát a „magyar királyi kincstárnak, örök, korlátlan használatra, szabad építkezés jogával ingyen és tehermentesen”. Kikötés az ardóiak részéről is volt, miszerint mindig legyen egy evangélikus reformata felekezetű tanító, aki külön díjazás mellett köteles legyen a kántori teendőket elvégezni.
A jelenlegi, a régi egytantermes iskolaépületet felváltó, többszöri módosítást megért iskolaépület 1902-ben épült.
A XX. század első évtizedeiben huzavona alakult ki az egyházközség és a tanügyi hatóságok között az iskolával kapcsolatban, amelynek során a tanítói földek visszakerültek az egyházhoz.
1902-től a falu újonnan kinevezett tanítója Bányai Sándor, ő vezette az egyházi anyakönyvét is.
Az első világháború után, a megváltozott körülmények közepette, az egyház kísérletet tett az iskola visszaszerzésére, református felekezeti oktatás céljaira – sikertelenül.
A két világháború közti időszakban az oktatás nyelve a román, felekezeti iskola nem volt. Ma is legendák keringenek Crețu tanító durvaságáról az 1930-as években.
1940-ben visszaállt az anyanyelvi oktatás, majd 1945-ben román tagozat is indult. Gyermekhiány miatt rövidesen megszűnt. Újabb kísérlet visszaállítására az 1970-es évek végén történt, az 1989/90-es tanévig szinte kizáróan újlaki és vicsai gyerekekkel.
Az 1950/51-es tanév fordulatot jelentett az iskola történetében; legfőbb újdonsága a szamosardói V–VII. osztályos oktatás beindulása és az iskola körzeti, bentlakásos iskolává alakítása. A Szilágyság északi peremének egyetlen, szinte egészében magyar településének iskolája arra hivatott, hogy a kommunista diktatúra körülményei között vállalja a környékbeli vegyes lakosú falvak magyar gyerekeinek anyanyelvi oktatását-nevelését. E feladatnak az iskola eleget is tett és tesz ma is.
1950 és 2003 között 7, 8, majd az 1970-es években 10 osztályos alapoktatást biztosított 1259 gyereknek, ebből 690 ardói gyerek, 569 bentlakó. A bentlakó gyerekek közül: 313 monói, 83 benedekfalvi, 60 szamoscikói, 29 égerháti, 28 bősházi, 26 sülelmedi, 17 völcsöki, 6 farkasaszói, 7 pedig más településről. 1973–1980 között, távoktatás formájában, magyarul, az iskola 324 felnőttnek biztosította alaptanulmányaik kiegészítését 8 osztályosra. Ezek közül 124 ardói és 200 környékbeli, Monótól Leléig.
1992-től egy holland gyülekezet rendszeres támogatásban részesítette az iskolát. Az Oldebroeki Szabad Evangéliumi Gyülekezet Kelet-Európa Bizottságának (DOEK) segítsége határtalan volt és maradt, általuk a diákok egy kellemes és korszerű tanintézetben ismerkednek a tudással.
A 2002–2003-as tanévben a tanulók száma 108, az óvodásoké 49.
2006 óta az iskola Kós Károly nevét viseli, 2007 és 2008 között az iskolában bővítések történtek. Létrehoztak egy úgynevezett dokumentációs központot, egy számítógépes termet internet-hozzáféréssel, egy új osztálytermet, és ami a legfontosabb: központi fűtéssel látták el az iskolát.
Az iskolában, bentlakásban végzett oktató-nevelő munka célja volt és maradt az alapismeretek elsajátítása, a hagyományápolás, a közösségi tudat kialakítása és nem utolsósorban a román nyelvismeretnek a követelmények szintjén tartása. Az utóbbi tíz évben, bár a diáklétszám Ardóban is csökkent, a VIII. osztály végeztével a tanulók nagy része folytatta tanulmányait Észak-Erdély különböző líceumaiban, majd többségük felsőfokon, ami mozgósító tényező lehet és kell legyen az elkövetkező években.